# Ipojuca
Ipojuca (em latim: Palusia; em tupi-guarani: yapó-yuc, que significa "pântano"), é um município da Microrregião de Suape, na Mesorregião Metropolitana do Recife, no estado de Pernambuco, no Brasil. É um dos integrantes da Região Metropolitana do Recife, distando cerca de 43 quilômetros ao sul da capital pernambucana. Ocupa uma área territorial de cerca de 514,8 km², tendo 0,368 km² desse total formando a área urbana municipal, e os 514,5 km² constituindo a zona rural. De acordo com a estimativa populacional do ano de 2013, divulgada pelo Instituto Brasileiro de Geografia e Estatística (IBGE), a sua população total era de 87 926 habitantes, sendo o décimo quinto mais populoso município de Pernambuco, ocupa ainda a décima colocação quando os números são comparados aos dos municípios do Grande Recife.
A sede do município tem uma temperatura média anual de 24,5 °C, sendo sua vegetação nativa composta por mata atlântica, possuindo vastos manguezais. Aproximadamente 74,06 % da população ipojucana vive no perímetro urbano, dispondo de 29 estabelecimentos de saúde, segundo dados do IBGE, tendo como referência o ano de 2009. Em 2010, o Índice de Desenvolvimento Humano (IDH-M) municipal foi de 0,619, considerado médio e abaixo da média estadual, ocupando o 43° colocação no comparativo entre os municípios pernambucanos.
A ocupação do atual território é bastante antiga, ocorrendo sobretudo após a doação de sesmarias. Os primeiros colonos a se estabelecerem após a expulsão dos índios caetés do sul de Pernambuco foram as famílias: Lacerda, Cavalcanti, Rolim, Moura e Accioly. O desenvolvimento da monocultura da cana-de-açúcar se deu pela fertilidade do solo massapê predominante no município e pela existência de dois portos naturais: Suape e Porto de Galinhas.
O município se destaca por possuir o terceiro maior Produto Interno Bruto (PIB) de Pernambuco, impulsionado principalmente pelo turismo no seu litoral, com praias internacionalmente conhecidas, como: Porto de Galinhas, Cupe, Muro Alto, Maracaípe e Serrambi. Detém o quarto maior PIB industrial do estado. Ainda possui um dos principais portos públicos do nordeste e um dos mais tecnologicamente avançados do país, abrangendo, em seu território, o maior estaleiro do hemisfério sul, o Estaleiro Atlântico Sul, responsável pela construção de navios petroleiros, gaseiros, conteineiros, de perfuração e plataformas offshore. Ipojuca ainda abriga, no seu complexo portuário, a Refinaria Abreu e Lima, que processa petróleo pesado, transformando-o majoritariamente em diesel e nafta petroquímica, ambos com propriedades de baixa emissão de enxofre na atmosfera. Além desses produtos, a refinaria também produz GLP (gás liquefeito do petróleo), óleo combustível e coque, entregando seus produtos regionalmente e para outras regiões do país por meio de cabotagem pelo Porto de Suape, por onde também saem cargas da refinaria para exportação. Atualmente, a refinaria se notabiliza por ter a maior produção de diesel S10 do país. Sedia a Petroquímica Suape, responsável pela principal produção de resinas PET e ácido terefitálico purificado (PTA) do país, além de ser o mais importante polo integrado de produção de polímeros e filamentos de poliéster da América Latina.

## Turismo

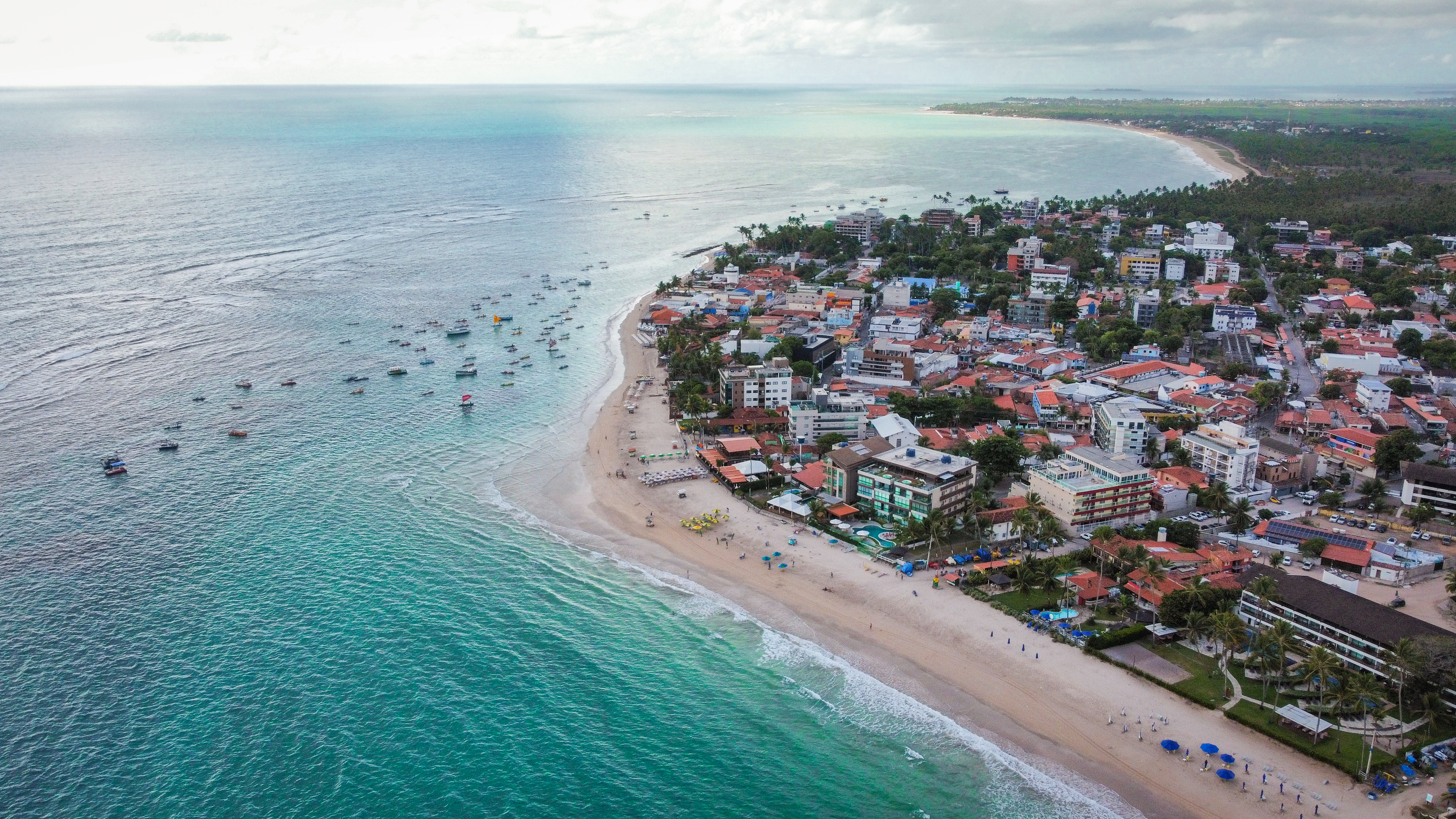
Porto de Galinhas foi considerada, por 10 vezes consecutivas, a melhor praia do Brasil — segundo a Revista Viagem e Turismo, da Editora Abril.

## História
Por volta do ano 1000, os índios tapuias que habitavam a região foram expulsos para o interior do continente devido à chegada de povos tupis procedentes da Amazônia. No século XVI, quando chegaram os primeiros europeus à região, a mesma era habitada por um desses povos tupis: o dos caetés.
A colonização europeia de Ipojuca teve início em 1560, após a escravização dos índios caetés. A partir daí, os colonos de origem europeia puderam ocupar as terras férteis e ricas em massapê de Ipojuca. As terras eram bastante propícias para o cultivo da cana-de-açúcar, o que causou um rápido surgimento de diversos engenhos. Entre eles,  os pioneiros, estavam as famílias Lacerda, Cavalcanti, Rolim, Moura. Há inúmeras controvérsias sobre a data de fundação de Ipojuca, mas, segundo um vigário da freguesia, seria no ano de 1596.
Quando os holandeses invadiram Pernambuco, no século XVII, já havia diversos engenhos estabelecidos na região. Este local participou da resistência aos holandeses, sob a liderança do capitão-mor Amador de Araújo, em uma luta iniciada em 17 de julho de 1645. A derrota holandesa deu-se em 23 de julho de 1645.
Dessa forma, Ipojuca consolidou-se como uma das mais importantes regiões do sistema colonial. Com um porto - Suape -, além da maior várzea de massapê da região, Ipojuca fazia parte do comércio colonial triangular. Porto de Galinhas ganhou esse nome porque era assim que eram comumente chamados os escravos chegados da África, naquele período.
A vila surgiu com sede na povoação de Nossa Senhora do Ó. Depois, foi transferida para a povoação de São Miguel de Ipojuca. Com o decreto estadual 23, de 4 de outubro de 1890, a sede foi restabelecida em Nossa Senhora do Ó. O distrito de Ipojuca foi criado pela lei municipal 2, de 12 de novembro de 1895. No Menos de um ano depois, o distrito é elevado à condição de cidade por força da lei estadual 173, de 6 de junho de 1896.

## Etimologia
O nome do município é uma referência ao Rio Ipojuca, que banha seu território.

## Geografia
Localiza-se a 08º23'56" de latitude sul e 35º03'50" de longitude oeste, a uma altitude de 10 metros. Segundo o Instituto Brasileiro de Geografia e Estatística, o município tem uma população estimada em 87 926 no ano de 2013.

### Limites
- Norte: Cabo de Santo Agostinho
- Sul: Sirinhaém
- Oeste: Escada
- Leste: Oceano Atlântico

### Hidrografia
O município de Ipojuca encontra-se inserido nos domínios das bacias hidrográficas dos rios
Ipojuca, Sirinhaém e do Grupo de Bacias de Pequenos Rios Litorâneos.

### Clima
O município tem clima tropical, do tipo Am, com verão quentes, cujas máximas podem alcançar os 35 °C. O inverno é chuvoso e ameno, com mínimas que descem a 16 °C em alguns dias. O município registra em média 2 144 mm de precipitação anualmente. A temperatura média é de 24,8 °C.
| Dados climatológicos para Ipojuca | Dados climatológicos para Ipojuca | Dados climatológicos para Ipojuca | Dados climatológicos para Ipojuca | Dados climatológicos para Ipojuca | Dados climatológicos para Ipojuca | Dados climatológicos para Ipojuca | Dados climatológicos para Ipojuca | Dados climatológicos para Ipojuca | Dados climatológicos para Ipojuca | Dados climatológicos para Ipojuca | Dados climatológicos para Ipojuca | Dados climatológicos para Ipojuca | Dados climatológicos para Ipojuca |
| Mês                               | Jan                               | Fev                               | Mar                               | Abr                               | Mai                               | Jun                               | Jul                               | Ago                               | Set                               | Out                               | Nov                               | Dez                               | Ano                               |
| --------------------------------- | --------------------------------- | --------------------------------- | --------------------------------- | --------------------------------- | --------------------------------- | --------------------------------- | --------------------------------- | --------------------------------- | --------------------------------- | --------------------------------- | --------------------------------- | --------------------------------- | --------------------------------- |
| Temperatura máxima média (°C)     | 29,1                              | 29                                | 28,9                              | 28,5                              | 27,6                              | 26,7                              | 26,1                              | 26,3                              | 26,9                              | 27,8                              | 28,4                              | 28,7                              | 27,8                              |
| Temperatura média (°C)            | 26                                | 25,9                              | 25,7                              | 25,3                              | 24,7                              | 23,8                              | 23,2                              | 23,2                              | 23,8                              | 24,7                              | 25,3                              | 25,7                              | 24,8                              |
| Temperatura mínima média (°C)     | 22,9                              | 22,9                              | 22,6                              | 22,2                              | 21,8                              | 21                                | 20,3                              | 20,1                              | 20,8                              | 21,6                              | 22,2                              | 22,7                              | 21,8                              |
| Precipitação (mm)                 | 124                               | 131                               | 196                               | 263                               | 290                               | 326                               | 313                               | 202                               | 108                               | 65                                | 55                                | 71                                | 2 144                             |
| Fonte: Climate-Data.org           |                                   |                                   |                                   |                                   |                                   |                                   |                                   |                                   |                                   |                                   |                                   |                                   |                                   |

| Dados climatológicos para Ipojuca (Camela) | Dados climatológicos para Ipojuca (Camela) | Dados climatológicos para Ipojuca (Camela) | Dados climatológicos para Ipojuca (Camela) | Dados climatológicos para Ipojuca (Camela) | Dados climatológicos para Ipojuca (Camela) | Dados climatológicos para Ipojuca (Camela) | Dados climatológicos para Ipojuca (Camela) | Dados climatológicos para Ipojuca (Camela) | Dados climatológicos para Ipojuca (Camela) | Dados climatológicos para Ipojuca (Camela) | Dados climatológicos para Ipojuca (Camela) | Dados climatológicos para Ipojuca (Camela) | Dados climatológicos para Ipojuca (Camela) |
| Mês                                        | Jan                                        | Fev                                        | Mar                                        | Abr                                        | Mai                                        | Jun                                        | Jul                                        | Ago                                        | Set                                        | Out                                        | Nov                                        | Dez                                        | Ano                                        |
| ------------------------------------------ | ------------------------------------------ | ------------------------------------------ | ------------------------------------------ | ------------------------------------------ | ------------------------------------------ | ------------------------------------------ | ------------------------------------------ | ------------------------------------------ | ------------------------------------------ | ------------------------------------------ | ------------------------------------------ | ------------------------------------------ | ------------------------------------------ |
| Temperatura máxima média (°C)              | 28,9                                       | 28,9                                       | 28,8                                       | 28,4                                       | 27,4                                       | 26,6                                       | 26                                         | 26,1                                       | 26,6                                       | 27,6                                       | 28,3                                       | 28,5                                       | 27,7                                       |
| Temperatura média (°C)                     | 25,7                                       | 25,8                                       | 25,6                                       | 25,2                                       | 24,4                                       | 23,7                                       | 23                                         | 23                                         | 23,6                                       | 24,4                                       | 25,1                                       | 25,4                                       | 24,6                                       |
| Temperatura mínima média (°C)              | 22,6                                       | 22,7                                       | 22,4                                       | 22                                         | 21,5                                       | 20,8                                       | 20,1                                       | 19,9                                       | 20,6                                       | 21,3                                       | 21,9                                       | 22,4                                       | 21,5                                       |
| Precipitação (mm)                          | 107                                        | 131                                        | 199                                        | 270                                        | 291                                        | 322                                        | 306                                        | 191                                        | 111                                        | 60                                         | 49                                         | 66                                         | 2 103                                      |
| Fonte: Climate-Data.org                    |                                            |                                            |                                            |                                            |                                            |                                            |                                            |                                            |                                            |                                            |                                            |                                            |                                            |

| Dados climatológicos para Ipojuca (Nossa Senhora do Ó) | Dados climatológicos para Ipojuca (Nossa Senhora do Ó) | Dados climatológicos para Ipojuca (Nossa Senhora do Ó) | Dados climatológicos para Ipojuca (Nossa Senhora do Ó) | Dados climatológicos para Ipojuca (Nossa Senhora do Ó) | Dados climatológicos para Ipojuca (Nossa Senhora do Ó) | Dados climatológicos para Ipojuca (Nossa Senhora do Ó) | Dados climatológicos para Ipojuca (Nossa Senhora do Ó) | Dados climatológicos para Ipojuca (Nossa Senhora do Ó) | Dados climatológicos para Ipojuca (Nossa Senhora do Ó) | Dados climatológicos para Ipojuca (Nossa Senhora do Ó) | Dados climatológicos para Ipojuca (Nossa Senhora do Ó) | Dados climatológicos para Ipojuca (Nossa Senhora do Ó) | Dados climatológicos para Ipojuca (Nossa Senhora do Ó) |
| Mês                                                    | Jan                                                    | Fev                                                    | Mar                                                    | Abr                                                    | Mai                                                    | Jun                                                    | Jul                                                    | Ago                                                    | Set                                                    | Out                                                    | Nov                                                    | Dez                                                    | Ano                                                    |
| ------------------------------------------------------ | ------------------------------------------------------ | ------------------------------------------------------ | ------------------------------------------------------ | ------------------------------------------------------ | ------------------------------------------------------ | ------------------------------------------------------ | ------------------------------------------------------ | ------------------------------------------------------ | ------------------------------------------------------ | ------------------------------------------------------ | ------------------------------------------------------ | ------------------------------------------------------ | ------------------------------------------------------ |
| Temperatura máxima média (°C)                          | 29,2                                                   | 29,1                                                   | 29                                                     | 28,6                                                   | 27,7                                                   | 26,9                                                   | 26,2                                                   | 26,4                                                   | 27                                                     | 27,9                                                   | 28,5                                                   | 28,7                                                   | 27,9                                                   |
| Temperatura média (°C)                                 | 26,2                                                   | 26,1                                                   | 25,9                                                   | 25,5                                                   | 24,8                                                   | 24,1                                                   | 23,3                                                   | 23,3                                                   | 24                                                     | 24,9                                                   | 25,5                                                   | 25,8                                                   | 25                                                     |
| Temperatura mínima média (°C)                          | 23,2                                                   | 23,2                                                   | 22,9                                                   | 22,4                                                   | 22                                                     | 21,3                                                   | 20,5                                                   | 20,3                                                   | 21,1                                                   | 21,9                                                   | 22,5                                                   | 22,9                                                   | 22                                                     |
| Precipitação (mm)                                      | 115                                                    | 131                                                    | 197                                                    | 263                                                    | 292                                                    | 325                                                    | 308                                                    | 197                                                    | 107                                                    | 62                                                     | 51                                                     | 68                                                     | 2 116                                                  |
| Fonte: Climate-Data.org                                |                                                        |                                                        |                                                        |                                                        |                                                        |                                                        |                                                        |                                                        |                                                        |                                                        |                                                        |                                                        |                                                        |

| Dados climatológicos para Ipojuca (Porto de Galinhas) | Dados climatológicos para Ipojuca (Porto de Galinhas) | Dados climatológicos para Ipojuca (Porto de Galinhas) | Dados climatológicos para Ipojuca (Porto de Galinhas) | Dados climatológicos para Ipojuca (Porto de Galinhas) | Dados climatológicos para Ipojuca (Porto de Galinhas) | Dados climatológicos para Ipojuca (Porto de Galinhas) | Dados climatológicos para Ipojuca (Porto de Galinhas) | Dados climatológicos para Ipojuca (Porto de Galinhas) | Dados climatológicos para Ipojuca (Porto de Galinhas) | Dados climatológicos para Ipojuca (Porto de Galinhas) | Dados climatológicos para Ipojuca (Porto de Galinhas) | Dados climatológicos para Ipojuca (Porto de Galinhas) | Dados climatológicos para Ipojuca (Porto de Galinhas) |
| Mês                                                   | Jan                                                   | Fev                                                   | Mar                                                   | Abr                                                   | Mai                                                   | Jun                                                   | Jul                                                   | Ago                                                   | Set                                                   | Out                                                   | Nov                                                   | Dez                                                   | Ano                                                   |
| ----------------------------------------------------- | ----------------------------------------------------- | ----------------------------------------------------- | ----------------------------------------------------- | ----------------------------------------------------- | ----------------------------------------------------- | ----------------------------------------------------- | ----------------------------------------------------- | ----------------------------------------------------- | ----------------------------------------------------- | ----------------------------------------------------- | ----------------------------------------------------- | ----------------------------------------------------- | ----------------------------------------------------- |
| Temperatura máxima média (°C)                         | 29                                                    | 29                                                    | 28,9                                                  | 28,5                                                  | 27,7                                                  | 26,9                                                  | 26,2                                                  | 26,4                                                  | 26,9                                                  | 27,8                                                  | 28,4                                                  | 28,7                                                  | 27,9                                                  |
| Temperatura média (°C)                                | 26                                                    | 26                                                    | 25,8                                                  | 25,4                                                  | 24,8                                                  | 24,1                                                  | 23,3                                                  | 23,3                                                  | 24                                                    | 24,8                                                  | 25,4                                                  | 25,8                                                  | 24,9                                                  |
| Temperatura mínima média (°C)                         | 23,1                                                  | 23,1                                                  | 22,8                                                  | 22,4                                                  | 21,9                                                  | 21,3                                                  | 20,5                                                  | 20,3                                                  | 21,1                                                  | 21,9                                                  | 22,4                                                  | 22,9                                                  | 22                                                    |
| Precipitação (mm)                                     | 108                                                   | 130                                                   | 194                                                   | 258                                                   | 289                                                   | 321                                                   | 296                                                   | 191                                                   | 105                                                   | 59                                                    | 48                                                    | 65                                                    | 2 064                                                 |
| Fonte: Climate-Data.org                               |                                                       |                                                       |                                                       |                                                       |                                                       |                                                       |                                                       |                                                       |                                                       |                                                       |                                                       |                                                       |                                                       |

### Bairros, distritos e povoados
- Distrito-sede
- Camela
- Nossa Senhora do Ó
- São Miguel
- Engenhos
- Rurópolis
- Povoados: Muro Alto, Porto de Galinhas, Cupe, Maracaípe, Serrambi, Touquinhos e Suape.

### Relevo
O relevo do município é composto por mar de morros, onde são encontrados muitos engenhos de cana-de-açúcar.

### Vegetação
A vegetação é composta por mata atlântica.

### Geologia
Geologicamente, o  município está inserido na unidade da Província da Borborema. O tipo do solo é o massapê.

## Economia

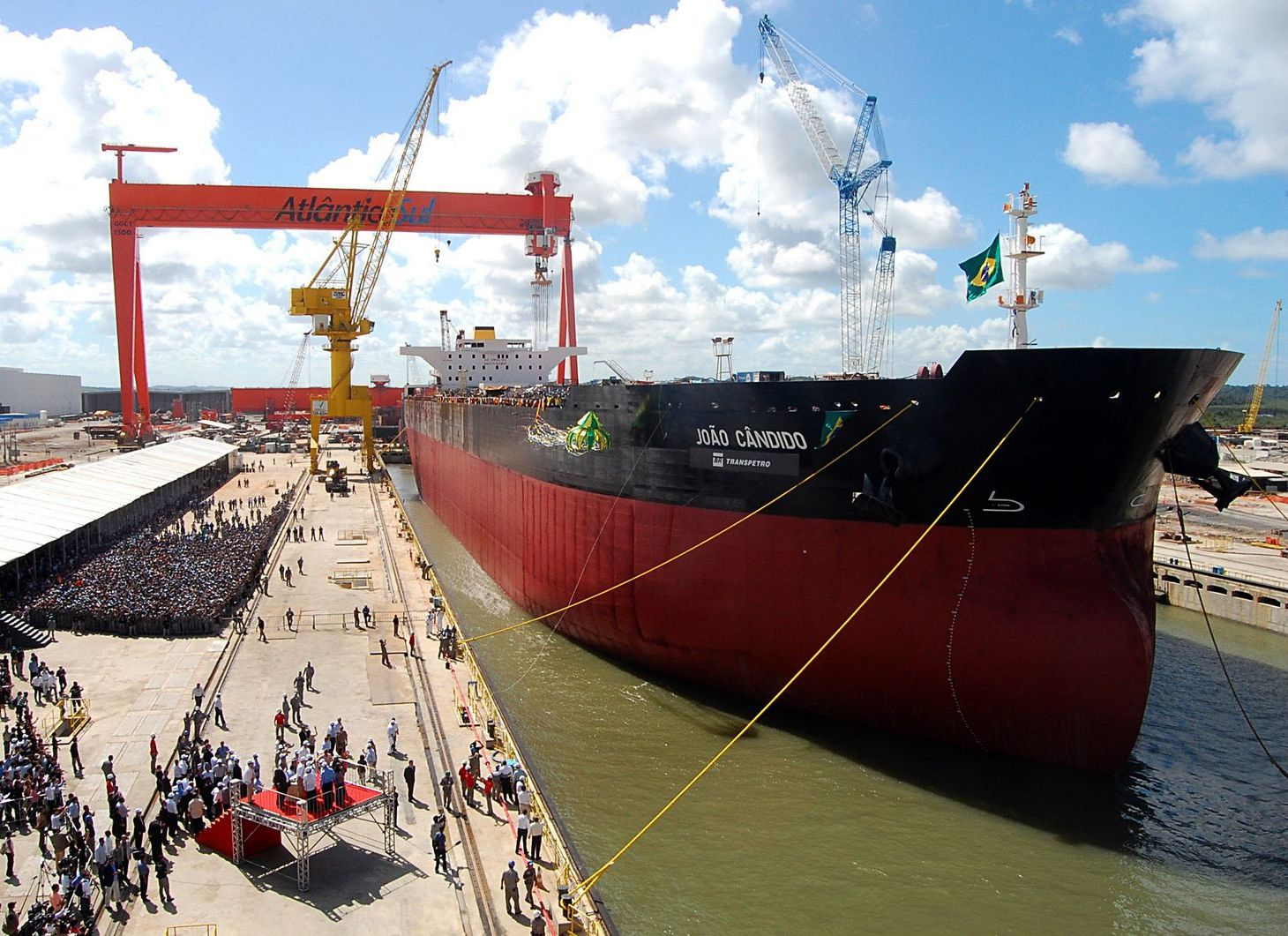
O Complexo Industrial de Suape, localizado entre Ipojuca e Cabo de Santo Agostinho, abriga empreendimentos como o Estaleiro Atlântico Sul, maior estaleiro do Hemisfério Sul.

Por conta das praias visitadas por turistas de todas as partes do mundo, Ipojuca tem, como um dos principais fatores econômicos, o turismo. A rede hoteleira é bastante desenvolvida, assim como a gastronômica.
O município de Ipojuca também é considerado um dos grandes polos industriais de Pernambuco, pois, ali, estão situadas algumas grandes empresas surgidas ao redor do Porto de Suape. Em 2005, a Petrobras anunciou a construção de uma refinaria de petróleo em Ipojuca, justamente para aproveitar as facilidades de Suape; a refinaria certamente trará significativo crescimento adicional para a indústria da região.
Além disso, por estar localizada na Região Metropolitana do Recife, também tem o setor de serviços e a indústria de transformação bastante desenvolvida. Ainda existem algumas usinas de açúcar funcionando no município.
De janeiro a abril de 2015, o município foi o segundo do Brasil que mais perdeu postos de trabalho com carteira assinada em decorrência da crise econômica de 2014 no país.

### Megainvestimentos

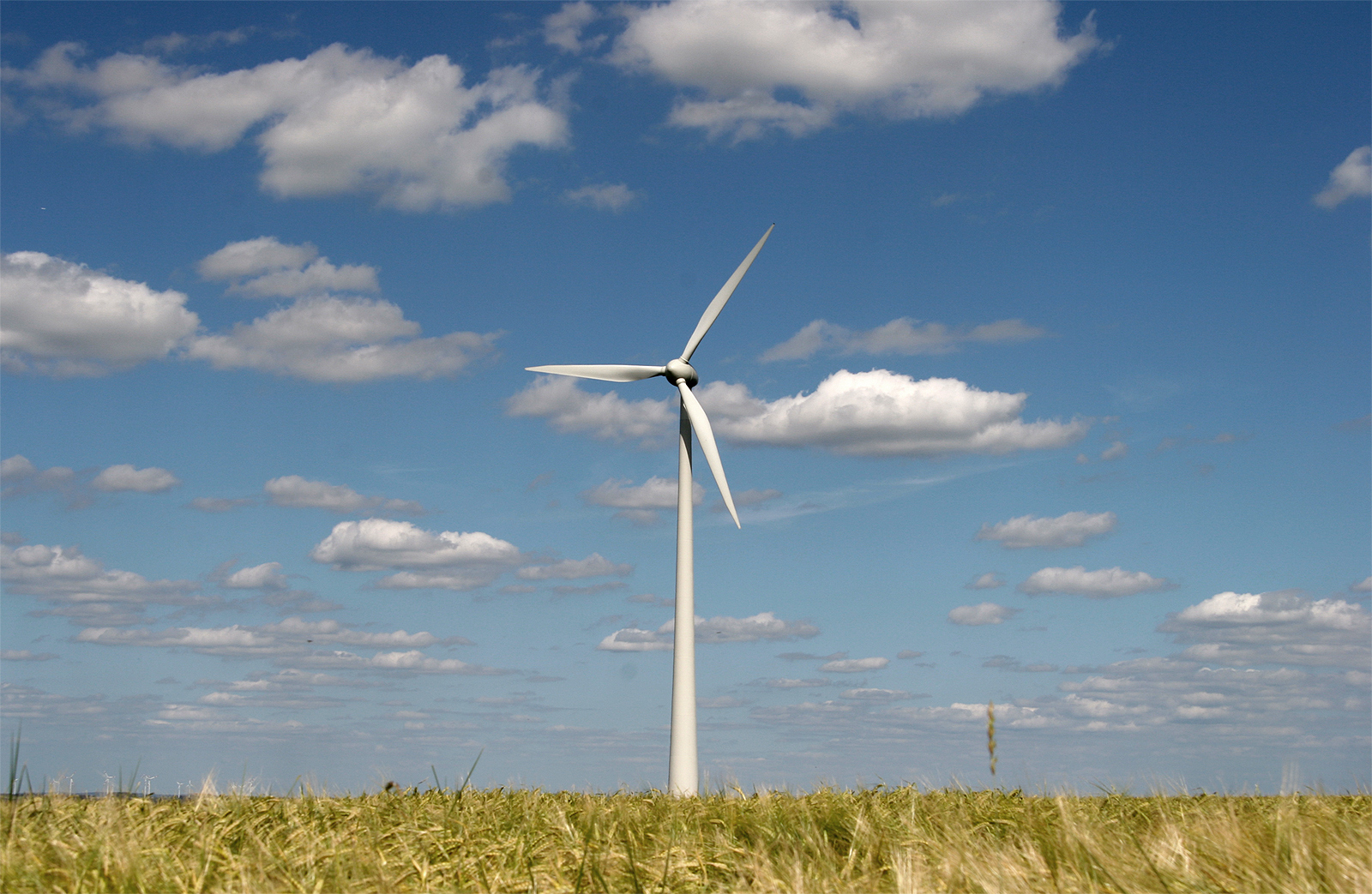
O estado tem recebido pesados investimentos neste tipo de geração de energia.

Durante a década de 2000, o estado recebeu vários investimentos bilionários. Entre eles, podemos citar como os mais importantes:
- Usina Siderúrgica de Pernambuco, com 10 bilhões de reais investidos. Quando atingir a sua carga máxima, a USP terá a capacidade de processar 3,5 milhões de toneladas de minério de ferro/ano. Ao final de todo o projeto, cerca de 5 600 pernambucanos serão empregados de maneira direta e outros quase 15 mil de forma indireta.
- Refinaria Abreu e Lima, com 20 bilhões de reais investidos.[33] Fará o refino de 200 000 barris/dia. Deve gerar 20 mil empregos durante o processo de construção e outros 1,5 mil quando entrar em operação, em 2015.
- Estaleiro Atlântico Sul, com 2 bilhões de reais investidos.[34] Será o maior estaleiro do hemisfério sul e tem uma receita prevista de 2,4 bilhões de reais dos primeiros dez navios produzidos.[35] Com capacidade de processamento de 100 mil toneladas/ano de aço para a construção de embarcações de grande porte, criação prevista de 5 mil empregos diretos e cerca de 20 mil empregos indiretos.